# 段續
段續（1493年—？），字紹先，號東川，陝西臨洮府蘭州軍籍，山西太原府陽曲縣人，明朝政治人物。

## 生平
正德十一年（1516年）丙子科陝西鄉試第六十三名舉人，嘉靖二年（1523年）中式癸未科會試第一百七十七名，二甲第五十九名進士。授雲南道御史，三年（1524年）大禮議中，因彈劾席書、桂萼，觸怒明世宗而入獄。貶河南郾城縣縣丞，不久升杞縣知縣，政績卓著，歷升廬州府同知、南京兵部郎中、四川按察司僉事，累升湖廣布政使司參議，奉命為世宗生父修築顯陵，節省經費以萬計，升山東按察司副使、兵備密雲。二十年（1541年）顯陵修成，加三品俸致仕。
居鄉將水車引入蘭州當地。

## 家族
曾祖段椿；祖父段曠；父段增，母于氏。慈侍下。弟段繼。